# Phyllocnistis chrysophthalma
Phyllocnistis chrysophthalma là một loài bướm đêm thuộc họ Gracillariidae, known from Karnataka, Ấn Độ.
Ấu trùng ăn Cinnamomum verum và Cinnamomum zeylanicum. Chúng ăn lá nơi chúng làm tổ.